# José Mojica Marins

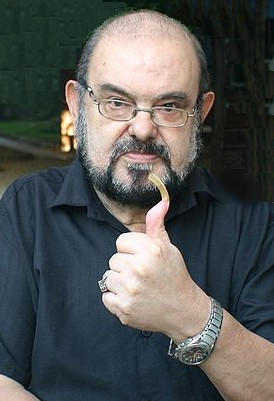
José Mojica Marins alias Zé do Caixã (2010)

José Mojica Marins (* 13. März 1936 in São Paulo; † 19. Februar 2020 ebenda) war ein brasilianischer Filmemacher, Schauspieler, Komponist, Drehbuchautor und TV-Moderator. Marins war für seine Rolle als Zé do Caixão, englisch Coffin Joe, bekannt, die er in einer Reihe von Horrorfilmen spielte. Diese Figur hat sich zu einer Ikone der Popkultur und zu einer Kultfigur entwickelt. Die Popularität von Coffin Joe in Brasilien hat dazu geführt, dass der Charakter als „Brasiliens National Boogeyman“ und „Brasiliens Freddy Krueger“ bezeichnet wurde.

## Leben
Marins wurde als Kind spanischstämmiger Eltern auf einem Bauernhof in São Paulo geboren. Er interessierte sich früh für das Filmemachen. Sein Vater betrieb ein örtliches Kino, und die Familie lebte über diesem. Bereits in frühester Jugend drehte Marins Kurzfilme, die er mit der Kamera seiner Eltern schuf. Diese Kurzfilme wurden in Kirchen und Vergnügungsparks gezeigt.
Im Jahr 1953 gründete er die Cia. Cinematográfica Atlas (Atlas Film Company). Er kaufte eine verlassene Synagoge, die er in ein Filmstudio und eine Akademie umwandelte, in der er Schauspielunterricht gab und Techniker ausbildete, um so seine Filme zu finanzieren und umzusetzen. 
Sein Spielfilm-Debüt gab er mit dem Film „Adventurer’s Fate“ (1958). Er drehte im Jahr 1964 den Film „At Midnight I Take Your Soul“, der als Brasiliens erster Horrorfilm gilt und in dem er erstmals seine Figur Coffin Joe Leben einhaucht. Mit „This Night I Possess Your Corpse“ (1967) folgte ein zweiter Teil und mit „Embodiment of Evil“ (2008) ein verspäteter Abschluss der Trilogie. Mit diesen Filmen festigte Marina seinen Ruf als Pionier des brasilianischen Horrorkinos, der sich auf grafisch gewalttätige Horrorfilme spezialisierte.
Marins starb am 19. Februar 2020 im Alter von 83 Jahren in São Paulo an den Folgen einer Lungenentzündung. Er hinterlässt seine Ehefrau Edineide Silva
und drei Kinder (Merisol, Liz und 
Crounel).

## Filmografie (Auswahl)

### Spielfilme
- 1958: „Adventurer's Fate“
- 1963: „My Destiny In Your Hands“
- 1964: „At Midnight I'll Take Your Soul“
- 1967: „This Night I'll Possess Your Corpse“
- 1968: „The Strange World of Coffin Joe“
- 1970: „Awakening of the Beast“
- 1974: „The Bloody Exorcism of Coffin Joe“
- 1977: „Inferno Carnal“
- 1979: „Perversion“
- 2008: „Embodiment of Evil“
- 2013: „The Profane Exhibit (Segment: Viral)“